# خط مجموع
الخط المجموع هو الخط المركب من عدة علامات يستخدم للكتابة بسرعة. ويقابله الخط المبسوط أي الخط المعروف.

## خط الساميا
يقول ابن النديم: «ولهم [اليونانيين] قلم يعرف بالساميا ولا نظير له عندنا فإن الحرف الواحد منه يحيط بالمعاني الكثيرة ويجمع عدة كلمات»